# 定時開關

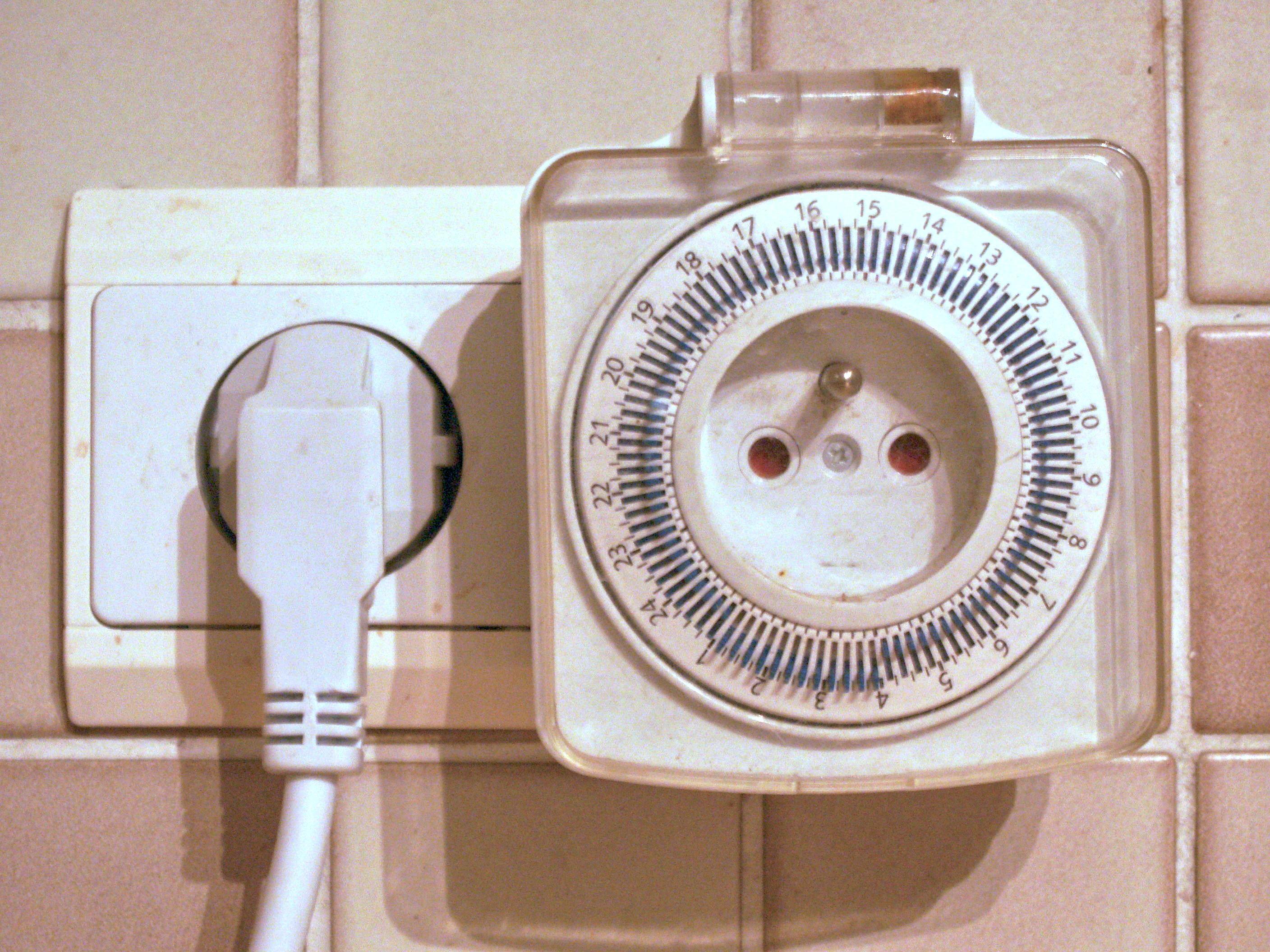
簡單的24小時循環式定時開關，插座是French CEE 7/5插座

定時開關（英語：time switch、timer switch、timer）、定時插座是一種定時器，由定時機構來進行控制的電子開關，可以在指定時刻（例如下午四點）開啟或是關閉電器，或是在指定的一段時間後（例如二小時後）開啟或是關閉電器。
定時開關可以用來連接一些透過市電供電的設備，可能會透過繼電器或是接觸器進行切換控制，也可能是將設備和特低壓電連接，例如車輛中一些電池供電的設備。定時開關可能內建在功率電路中（例如中央供暖或是水暖計時器）、插在插座上，定時開關附有插座，需要定時機能的設備改由在定時開關的插座供電，不用插座供電，也有可能直接整合到電器中，例如電視機在設定時間後會自動關閉的睡眠開關功能。
定時開關中的計時機構可能是機械的（例如現在已很少用的發條裝置）、機電的（用馬達驅動，緩慢旋轉的齒輪，再以機械的方式帶動開關）或電子式的（配合半導體計時電路及切換元件，沒有機械式的移動件）。
定時開關可以讓設備開啟、關閉、或開啟一段時間後再關閉，動作時間可能是指定的時刻、指定的時間之後，或是週期性的進行。倒數計時定時開關會在指定時間後切換，一般會將設備關閉。循環式的開關會在不同的時刻開啟設備、關閉設備，而且會週期性的進行。週期多半是24小時或是7天。
例如中央供暖的計時器可以設定在週一至週五的上午及下午啟動，以及在週末整天啟動。慢燉鍋可以設定時刻，自動啟動，也可以設定一段時間，讓菜餚在用餐時間之前完成。而咖啡機也可以設定在每天上班時自動煮好咖啡，幫助大家提振精神。
計時器也可以進行其他的處理或是有額外的感測器。例如路燈的計時器可以設定在天暗時點亮，可能是透過季節計算的演算法，或是透過光感測器。若兩者結合，可以讓路燈有在天黑時點燈，到半夜時關閉的效果。
定時開關可以因為許多不同的原因使用，例如節省电能，只在需要的時刻才使用電器，或者是依照一些程序，在特定的時刻打開或關閉設備。例如在家庭保安上，可能會設定家中的燈光定期的打開及關閉，營造家中有人的感覺，防止有竊賊入內盜竊。
定時開關的應用包括照明（建物內部、外部及路燈）、像烤爐、微波爐之類的廚房設備、洗衣機、及建築或是車輛內的暖通空調。洗衣機中內建的自動洗衣程序中包括了複雜的機電及電子計時週期，啟動或停止許多程序，包括啟動或停止泵浦或是閥，將洗衣槽注水及排水，也包括讓洗衣槽依不同的速度旋轉，以及針對不同的衣物材質的設定。

## 天文计时器
天文计时器（astronomical timer）可以計算特定地點，一年的每一天中拂晓及薄暮的時間，需配合地點的經度及緯度（簡易型的機種可能只需要輸入南半球/北半球/赤道及時區即可），以及是在一年中的哪一天（月份及日期），這些是在安裝時由使用者額外輸入的。這省去了光感測器（依照光線有無而動作），也不需為了季節的變化而調整計時器。

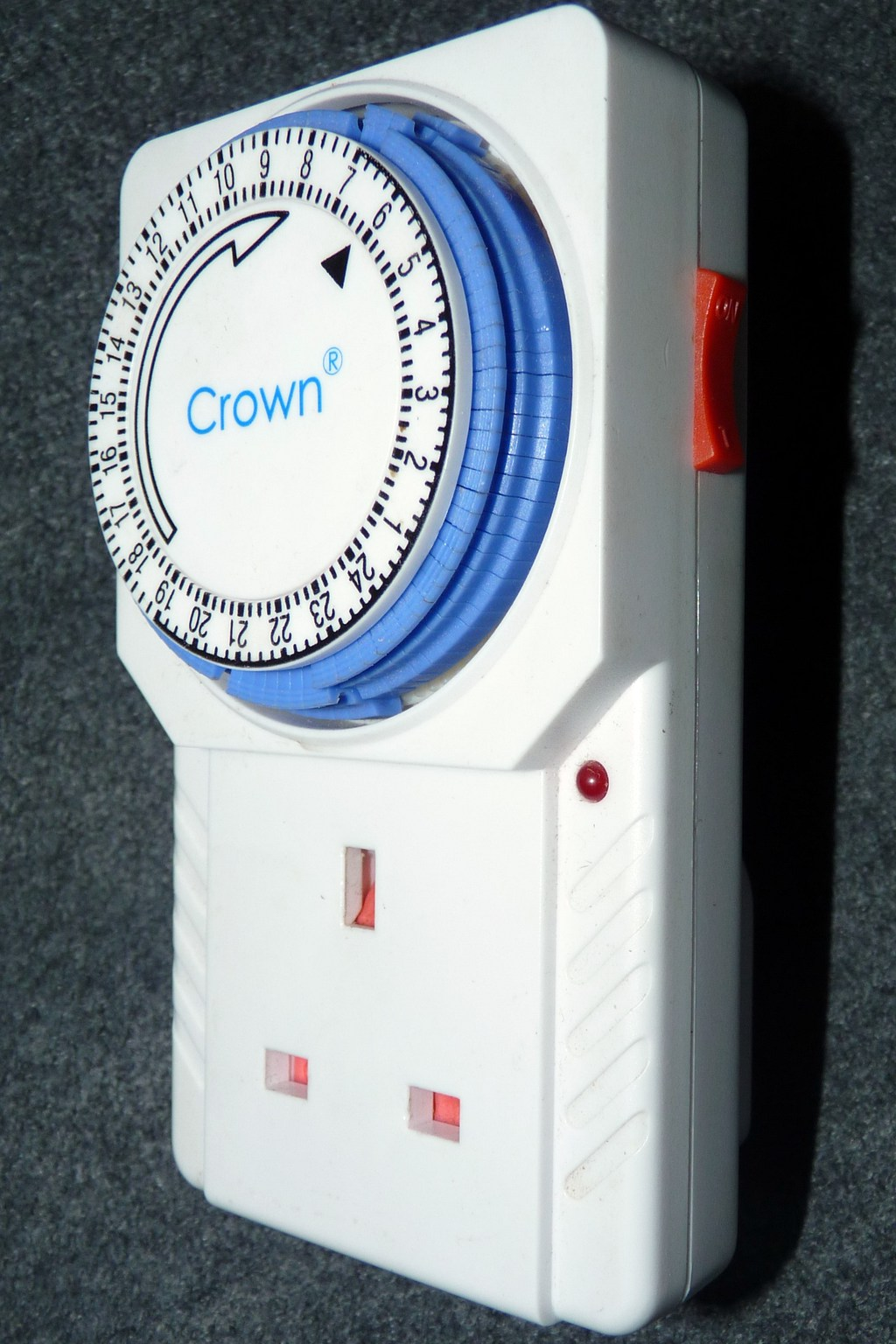
24小時的定時開關，目前時間是06:15，設定在07:00至07:45及20:00 至22:00會打開
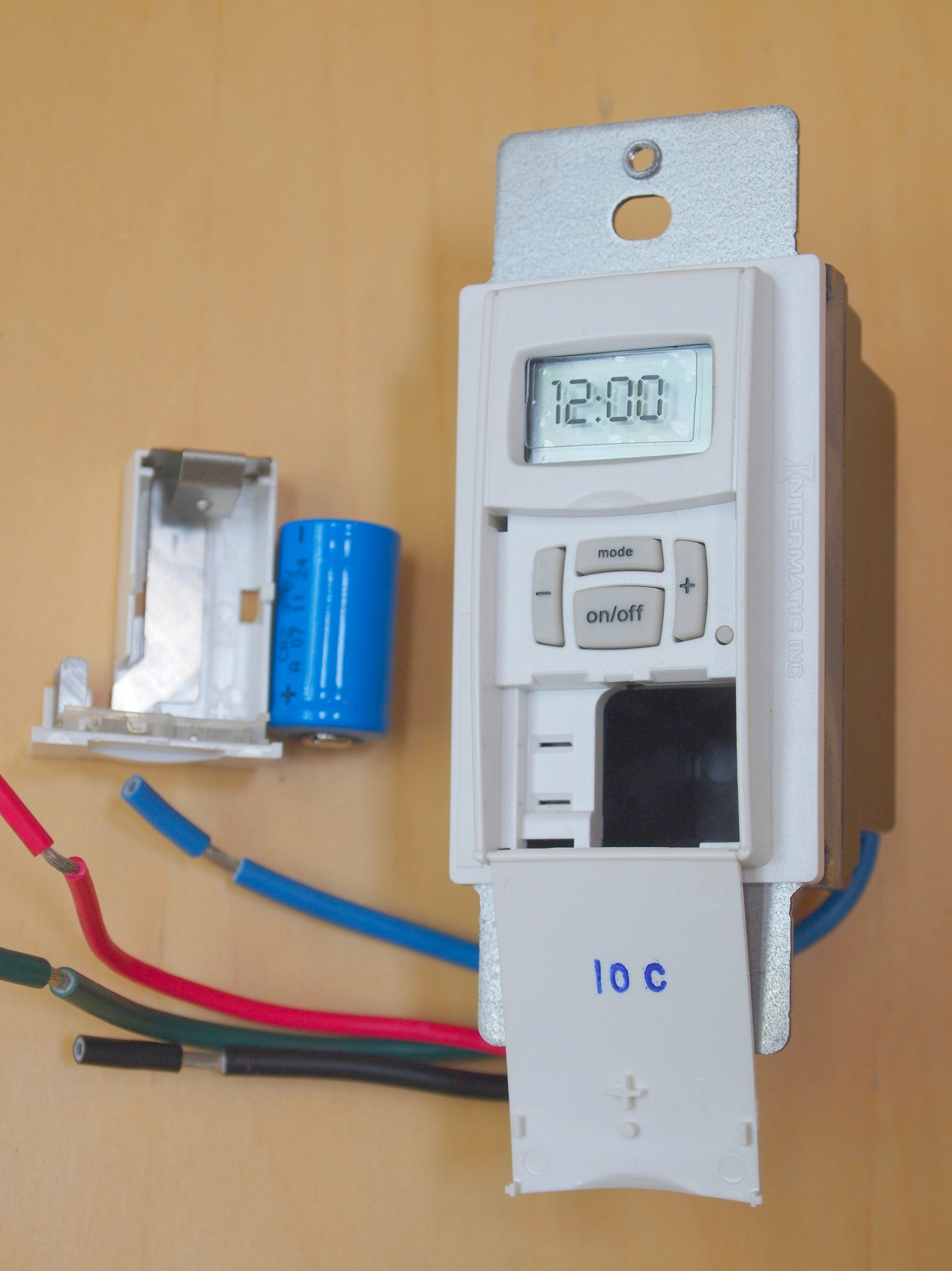
埋在牆內的數位定時開關，有電池可以進行不中斷的計時